# Gelasma grandificaria
Gelasma grandificaria är en fjärilsart som beskrevs av Ludwig Carl Friedrich Graeser 1890. Gelasma grandificaria ingår i släktet Gelasma och familjen mätare. Inga underarter finns listade i Catalogue of Life.